# Rocles (Ardèche)
Rocles ist eine französische Gemeinde mit 263 Einwohnern (Stand 1. Januar 2022) im Département Ardèche.

## Geographie
Rocles liegt auf einem Höhenzug nordwestlich von Largentière. Westlich liegt das Tal der Beaume, östlich liegt das Tal der Ligne. Der höchste Berg im Gemeindegebiet ist die 1207 Meter hohe Cham du Cros. Rocles liegt 42 Kilometer nordwestlich der Stadt Montélimar. Von Largentière liegt Rocles zwölf, von Valgorge zehn Kilometer entfernt. Die Gemeinde umfasst im Wesentlichen 16 Weiler. Neben dem Ortskern gehören dazu Barbier, Bouteillac, Champussac, La Croix, Le Jal, Leyval, Nouzaret, La Parot, Le Perrier, Rubac, Salavert, Salindre, La Sauvette, Le Thyt und Le Vernet.

## Bevölkerung
| Jahr                       | 1962 | 1968 | 1975 | 1982 | 1990 | 1999 | 2008 | 2016 |
| -------------------------- | ---- | ---- | ---- | ---- | ---- | ---- | ---- | ---- |
| Einwohner                  | 222  | 253  | 175  | 181  | 177  | 208  | 220  | 243  |
| Quellen: Cassini und INSEE |      |      |      |      |      |      |      |      |